# Canne à pêche
Pour les articles homonymes, voir canne et Pêche.

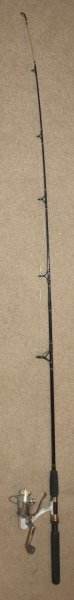
Une canne à pêche en fibre de verre avec un moulinet

Une canne à pêche est l'outil principal pour la pêche, télescopique ou non. Elle est composée d'un corps rigide (de bambou, roseau, matériau composite...) à l'extrémité souple (dite scion), d'une longueur variable et sur lequel on monte une ligne qui s'enroule (sur certains modèles) dans un moulinet et se termine par un bas de ligne constitué d'un plomb et d'un hameçon, ou d'une cuillère, ou d'un appât ou d'un leurre, l'ensemble étant destiné à attraper du poisson.

## Histoire

### Grèce antique
La ligne de pêche, juste au-dessus de l'hameçon est protégée par un tube de corne (de bœuf par exemple) qui l'empêchait d'être coupée par le poisson (le poisson carnassier, notamment). Le plomb qui fait plonger la ligne est enfermé à l'intérieur de ce tube. Les plus gros poissons, comme l'espadon, sont harponnés.

## Différents types
- Les cannes au coup
  - canne télescopique
  - canne à emmanchements
- Les cannes à anneaux
  - canne anglaise
  - canne italienne
  - canne bolonaise
- Les cannes à roder
- Les cannes à lancer
  - canne de surf-casting
- Les cannes à mouche